# Campionati del mondo di atletica leggera 2023
I campionati del mondo di atletica leggera 2023 (in ungherese 2023-as atlétikai világbajnokság) sono stati la 19ª edizione dei campionati del mondo di atletica leggera e si sono svolti a Budapest (Ungheria) dal 19 al 27 agosto 2023.
La città di Budapest, unica candidata prescelta, è stata selezionata il 4 dicembre 2018 a Monaco. Dopo Doha 2019 e Eugene 2022, i campionati mondiali di atletica leggera all'aperto tornano in Europa sei anni dopo Londra 2017. La capitale ungherese ha ospitato i Campionati europei di atletica leggera nel 1998 e aveva manifestato il suo interesse per i Mondiali 2007 prima di rinunciarvi.

## Stadio
Le gare si sono svolte nel nuovo Centro nazionale di atletica leggera (Nemzeti Atlétikai Központ) costruito per l'occasione e che è stato ultimato nel marzo 2023 con circa 34 000 posti a sedere (che verranno ridotti a 15 000 dopo i mondiali).

## Partecipazione[4]

### Periodo di qualificazione
I minimi di partecipazione sono  stati fissati dalla World Athletics. Per tutte le specialità il periodo di qualificazione entro il quale le prestazioni degli atleti vengono considerate valide per la partecipazione al campionato va dal 31 luglio 2022 alla mezzanotte del 30 luglio 2023, con l'eccezione delle gare di 10 000 metri, marcia 20 km e prove multiple, per le quali il periodo va dal 31 gennaio 2022 alla mezzanotte del 30 luglio 2023 e per le gare di maratona e marcia 35 km, per le quali il periodo va dal 1º dicembre 2021 alla mezzanotte del 30 maggio 2023.

### Validità della prestazione
Sono state valide solo le prestazioni ottenute in gare ufficiali della World Athletics o delle federazioni continentali o nazionali. Non vengono accettate le prestazioni ottenute durante una gara mista (uomini e donne insieme) e quelle influenzate dal vento. Per le gare di lunghezza pari o inferiore agli 800 metri non vengono accettati i tempi manuali. Sono invece accettate le prestazioni ottenute durante gare indoor.

### Minimi di qualificazione
Gli atleti si potevano qualificare ottenendo il minimo di qualificazione, attraverso la Wild Card oppure in base al posizionamento nel World Athletics Rankings alla fine del periodo di qualificazione.
| Specialità              | Uomini                                                                   | Donne                                                                    | Numero di atleti |
| ----------------------- | ------------------------------------------------------------------------ | ------------------------------------------------------------------------ | ---------------- |
| 100 m piani             | 10"00                                                                    | 11"08                                                                    | 48               |
| 200 m piani             | 20"16                                                                    | 22"60                                                                    | 48               |
| 400 m piani             | 45"00                                                                    | 51"00                                                                    | 48               |
| 800 m piani             | 1'44"70                                                                  | 1'59"80                                                                  | 56               |
| 1 500 m piani (Miglio)  | 3'34"20 (3'51"00)                                                        | 4'03"50 (4'22"00)                                                        | 56               |
| 5 000 m piani (5 km)    | 13'07"00 (13'07")                                                        | 14'57"00 (14'57")                                                        | 42               |
| 10 000 m piani (10 km)  | 27'10"00 (27'10")                                                        | 30'40"00 (30'40")                                                        | 27               |
| 100 m ostacoli          | –                                                                        | 12"78                                                                    | 40               |
| 110 m ostacoli          | 13"28                                                                    | –                                                                        | 40               |
| 400 m ostacoli          | 48"70                                                                    | 54"90                                                                    | 40               |
| 3 000 m siepi           | 8'15"00                                                                  | 9'23"00                                                                  | 36               |
| Maratona                | 2h09'40"                                                                 | 2h28'00"                                                                 | 100              |
| Marcia 20 km            | 1h20'10"                                                                 | 1h29'20"                                                                 | 50               |
| Marcia 35 km            | 2h29'40"                                                                 | 2h51'30"                                                                 | 50               |
| Salto in alto           | 2,32 m                                                                   | 1,97 m                                                                   | 36               |
| Salto con l'asta        | 5,81 m                                                                   | 4,71 m                                                                   | 36               |
| Salto in lungo          | 8,25 m                                                                   | 6,85 m                                                                   | 36               |
| Salto triplo            | 17,20 m                                                                  | 14,52 m                                                                  | 36               |
| Getto del peso          | 21,40 m                                                                  | 18,80 m                                                                  | 36               |
| Lancio del disco        | 67,00 m                                                                  | 64,20 m                                                                  | 36               |
| Lancio del martello     | 78,00 m                                                                  | 73,60 m                                                                  | 36               |
| Lancio del giavellotto  | 85,20 m                                                                  | 63,80 m                                                                  | 36               |
| Decathlon               | 8460 p.                                                                  | –                                                                        | 24               |
| Eptathlon               | –                                                                        | 6480 p.                                                                  | 24               |
| Staffetta 4×100 m       | Top 8 a Oregon 2022 + Top 8 migliori tempi nel periodo di qualificazione | Top 8 a Oregon 2022 + Top 8 migliori tempi nel periodo di qualificazione | 16               |
| Staffetta 4×400 m       | Top 8 a Oregon 2022 + Top 8 migliori tempi nel periodo di qualificazione | Top 8 a Oregon 2022 + Top 8 migliori tempi nel periodo di qualificazione | 16               |
| Staffetta 4×400 m mista | Top 8 a Oregon 2022 + Top 8 migliori tempi nel periodo di qualificazione | Top 8 a Oregon 2022 + Top 8 migliori tempi nel periodo di qualificazione | 16               |

La Wild Card hanno permesso di partecipare agli atleti che, anche se non hanno ottenuto il minimo di partecipazione richiesto, hanno conquistato il titolo di:
- Campione mondiale nel 2022
- Vincitore della Diamond League 2022
- Vincitore dei campionati continentali
- Vincitore del Continental Tour 2022 nel lancio del martello
- Vincitore del Race Walking Tour 2022
- Vincitore del Combined Events Tour 2022

## Calendario[5][6]
| Data                   | 19 | 19 | 20 | 20   | 21 | 21   | 22 | 22 | 23 | 23 | 24 | 24 | 25 | 25 | 26 | 26 | 27 | 27 |
| Evento                 |    |    |    |      |    |      |    |    |    |    |    |    |    |    |    |    |    |    |
| ---------------------- | -- | -- | -- | ---- | -- | ---- | -- | -- | -- | -- | -- | -- | -- | -- | -- | -- | -- | -- |
| 100 m                  | P  | B  |    | SF F |    |      |    |    |    |    |    |    |    |    |    |    |    |    |
| 200 m                  |    |    |    |      |    |      |    |    | B  |    |    | SF |    | F  |    |    |    |    |
| 400 m                  |    |    | B  |      |    |      |    | SF |    |    |    | F  |    |    |    |    |    |    |
| 800 m                  |    |    |    |      |    |      |    | B  |    |    |    | SF |    |    |    | F  |    |    |
| 1 500 m                |    | B  |    | SF   |    |      |    |    |    | F  |    |    |    |    |    |    |    |    |
| 5 000 m                |    |    |    |      |    |      |    |    |    |    |    | B  |    |    |    |    |    | F  |
| 10 000 m               |    |    |    | F    |    |      |    |    |    |    |    |    |    |    |    |    |    |    |
| Maratona               |    |    |    |      |    |      |    |    |    |    |    |    |    |    |    |    | F  |    |
| 110 m hs               |    |    | B  |      |    | SF F |    |    |    |    |    |    |    |    |    |    |    |    |
| 400 m hs               |    |    | B  |      |    | SF   |    |    |    | F  |    |    |    |    |    |    |    |    |
| 3 000 m siepi          | B  |    |    |      |    |      |    | F  |    |    |    |    |    |    |    |    |    |    |
| Decathlon              |    |    |    |      |    |      |    |    |    |    |    |    | F  | F  | F  | F  |    |    |
| Salto in alto          |    |    | Q  |      |    |      |    | F  |    |    |    |    |    |    |    |    |    |    |
| Salto con l'asta       |    |    |    |      |    |      |    |    | Q  |    |    |    |    |    |    | F  |    |    |
| Salto in lungo         |    |    |    |      |    |      |    |    | Q  |    |    | F  |    |    |    |    |    |    |
| Salto triplo           |    | Q  |    |      |    | F    |    |    |    |    |    |    |    |    |    |    |    |    |
| Getto del peso         | Q  | F  |    |      |    |      |    |    |    |    |    |    |    |    |    |    |    |    |
| Lancio del disco       |    | Q  |    |      |    | F    |    |    |    |    |    |    |    |    |    |    |    |    |
| Lancio del martello    | Q  |    |    | F    |    |      |    |    |    |    |    |    |    |    |    |    |    |    |
| Lancio del giavellotto |    |    |    |      |    |      |    |    |    |    |    |    | Q  |    |    |    |    | F  |
| Marcia 20 km           | F  |    |    |      |    |      |    |    |    |    |    |    |    |    |    |    |    |    |
| Marcia 35 km           |    |    |    |      |    |      |    |    |    |    | F  |    |    |    |    |    |    |    |
| 4×100 m                |    |    |    |      |    |      |    |    |    |    |    |    |    | B  |    | F  |    |    |
| 4×400 m                |    |    |    |      |    |      |    |    |    |    |    |    |    |    |    | B  |    | F  |

| P | Batterie preliminari | B | Batterie | Q | Qualificazioni | SF | Semifinali | F | Finale |

| Data                   | 19 | 19 | 20 | 20 | 21 | 21   | 22 | 22 | 23 | 23 | 24 | 24 | 25 | 25 | 26 | 26 | 27 | 27 |
| Evento                 |    |    |    |    |    |      |    |    |    |    |    |    |    |    |    |    |    |    |
| ---------------------- | -- | -- | -- | -- | -- | ---- | -- | -- | -- | -- | -- | -- | -- | -- | -- | -- | -- | -- |
| 100 m                  |    |    | B  |    |    | SF F |    |    |    |    |    |    |    |    |    |    |    |    |
| 200 m                  |    |    |    |    |    |      |    |    | B  |    |    | SF |    | F  |    |    |    |    |
| 400 m                  |    |    | B  |    |    | SF   |    |    |    | F  |    |    |    |    |    |    |    |    |
| 800 m                  |    |    |    |    |    |      |    |    | B  |    |    |    |    | SF |    |    |    | F  |
| 1 500 m                | B  |    |    | SF |    |      |    | F  |    |    |    |    |    |    |    |    |    |    |
| 5 000 m                |    |    |    |    |    |      |    |    | B  |    |    |    |    |    |    | F  |    |    |
| 10 000 m               |    | F  |    |    |    |      |    |    |    |    |    |    |    |    |    |    |    |    |
| Maratona               |    |    |    |    |    |      |    |    |    |    |    |    |    |    | F  |    |    |    |
| 100 m hs               |    |    |    |    |    |      |    | B  |    | SF |    | F  |    |    |    |    |    |    |
| 400 m hs               |    |    |    |    |    | B    |    | SF |    |    |    | F  |    |    |    |    |    |    |
| 3 000 m siepi          |    |    |    |    |    |      |    |    |    | B  |    |    |    |    |    |    |    | F  |
| Eptathlon              | F  | F  | F  | F  |    |      |    |    |    |    |    |    |    |    |    |    |    |    |
| Salto in alto          |    |    |    |    |    |      |    |    |    |    |    |    | Q  |    |    |    |    | F  |
| Salto con l'asta       |    |    |    |    |    | Q    |    |    |    | F  |    |    |    |    |    |    |    |    |
| Salto in lungo         | Q  |    |    | F  |    |      |    |    |    |    |    |    |    |    |    |    |    |    |
| Salto triplo           |    |    |    |    |    |      |    |    |    | Q  |    |    |    | F  |    |    |    |    |
| Getto del peso         |    |    |    |    |    |      |    |    |    |    |    |    |    |    | Q  | F  |    |    |
| Lancio del disco       |    |    | Q  |    |    |      |    | F  |    |    |    |    |    |    |    |    |    |    |
| Lancio del martello    |    |    |    |    |    |      |    |    |    | Q  |    | F  |    |    |    |    |    |    |
| Lancio del giavellotto |    |    |    |    |    |      |    |    | Q  |    |    |    |    | F  |    |    |    |    |
| Marcia 20 km           |    |    | F  |    |    |      |    |    |    |    |    |    |    |    |    |    |    |    |
| Marcia 35 km           |    |    |    |    |    |      |    |    |    |    | F  |    |    |    |    |    |    |    |
| 4×100 m                |    |    |    |    |    |      |    |    |    |    |    |    |    | B  |    | F  |    |    |
| 4×400 m                |    |    |    |    |    |      |    |    |    |    |    |    |    |    |    | B  |    | F  |

| P | Batterie preliminari | B | Batterie | Q | Qualificazioni | SF | Semifinali | F | Finale |

| Data    | 19 | 19 | 20 | 20 | 21 | 21 | 22 | 22 | 23 | 23 | 24 | 24 | 25 | 25 | 26 | 26 | 27 | 27 |
| Evento  |    |    |    |    |    |    |    |    |    |    |    |    |    |    |    |    |    |    |
| ------- | -- | -- | -- | -- | -- | -- | -- | -- | -- | -- | -- | -- | -- | -- | -- | -- | -- | -- |
| 4×400 m | B  | F  |    |    |    |    |    |    |    |    |    |    |    |    |    |    |    |    |

## Medagliati

### Uomini
| Specialità | Oro | Prestazione | Argento                                                                 | Prestazione | Bronzo                                                                   | Prestazione |
| Corse piane | |             |                                                                         |             |                                                                          |             |
| 100 m (dettagli) | Noah Lyles | 9"83 =      | Letsile Tebogo                                                          | 9"88        | Zharnel Hughes                                                           | 9"88        |
| 200 m (dettagli) | Noah Lyles | 19"52       | Erriyon Knighton                                                        | 19"75       | Letsile Tebogo                                                           | 19"81       |
| 400 m (dettagli) | Antonio Watson | 44"22       | Matthew Hudson-Smith                                                    | 44"31       | Quincy Hall                                                              | 44"37       |
| 800 m (dettagli) | Marco Arop | 1'44"24     | Emmanuel Wanyonyi                                                       | 1'44"53     | Ben Pattison                                                             | 1'44"83     |
| 1 500 m (dettagli) | Josh Kerr | 3'29"38     | Jakob Ingebrigtsen                                                      | 3'29"65     | Narve Gilje Nordås                                                       | 3'29"68     |
| 5 000 m (dettagli) | Jakob Ingebrigtsen | 13'11"30    | Mohamed Katir                                                           | 13'11"44    | Jacob Krop                                                               | 13'12"28    |
| 10 000 m (dettagli) | Joshua Cheptegei | 27'51"42    | Daniel Ebenyo                                                           | 27'52"60    | Selemon Barega                                                           | 27'52"72    |
| Corse a ostacoli | |             |                                                                         |             |                                                                          |             |
| 110 hs (dettagli) | Grant Holloway | 12"96       | Hansle Parchment                                                        | 13"07       | Daniel Roberts                                                           | 13"09       |
| 400 hs (dettagli) | Karsten Warholm | 46"89       | Kyron McMaster                                                          | 47"34       | Rai Benjamin                                                             | 47"56       |
| 3 000 siepi (dettagli) | Soufiane el-Bakkali | 8'03"53     | Lamecha Girma                                                           | 8'05"44     | Abraham Kibiwott                                                         | 8'11"98     |
| Prove su strada | |             |                                                                         |             |                                                                          |             |
| Maratona (dettagli) | Victor Kiplangat | 2h08'53"    | Maru Teferi                                                             | 2h09'12"    | Leul Gebresilase                                                         | 2h09'19"    |
| Marcia 20 km (dettagli) | Álvaro Martín | 1h17'32"    | Perseus Karlström                                                       | 1h17'39"    | Caio Bonfim                                                              | 1h17'47"    |
| Marcia 35 km (dettagli) | Álvaro Martín | 2h24'30"    | Brian Pintado                                                           | 2h24'34"    | Masatora Kawano                                                          | 2h25'12"    |
| Salti | |             |                                                                         |             |                                                                          |             |
| Salto in alto (dettagli) | Gianmarco Tamberi | 2,36 m =    | JuVaughn Harrison                                                       | 2,36 m =    | Mutaz Essa Barshim                                                       | 2,33 m      |
| Salto con l'asta (dettagli) | Armand Duplantis | 6,10 m      | Ernest John Obiena                                                      | 6,00 m      | Kurtis Marschall Chris Nilsen                                            | 5,95 m      |
| Salto in lungo (dettagli) | Miltiadīs Tentoglou | 8,52 m      | Wayne Pinnock                                                           | 8,50 m      | Tajay Gayle                                                              | 8,27 m =    |
| Salto triplo (dettagli) | Hugues Fabrice Zango | 17,64 m     | Lázaro Martínez                                                         | 17,41 m     | Cristian Nápoles                                                         | 17,40 m     |
| Lanci | |             |                                                                         |             |                                                                          |             |
| Getto del peso (dettagli) | Ryan Crouser | 23,51 m     | Leonardo Fabbri                                                         | 22,34 m     | Joe Kovacs                                                               | 22,12 m     |
| Lancio del disco (dettagli) | Daniel Ståhl | 71,46 m     | Kristjan Čeh                                                            | 70,02 m     | Mykolas Alekna                                                           | 68,85 m     |
| Lancio del martello (dettagli) | Ethan Katzberg | 81,25 m     | Wojciech Nowicki                                                        | 81,02 m     | Bence Halász                                                             | 80,82 m     |
| Lancio del giavellotto (dettagli) | Neeraj Chopra | 88,17 m     | Arshad Nadeem                                                           | 87,82 m     | Jakub Vadlejch                                                           | 86,67 m     |
| Prove multiple | |             |                                                                         |             |                                                                          |             |
| Decathlon (dettagli) | Pierce LePage | 8909 p.     | Damian Warner                                                           | 8804 p.     | Lindon Victor                                                            | 8756 p.     |
| Staffette | |             |                                                                         |             |                                                                          |             |
| Staffetta 4×100 m (dettagli) | Stati Uniti Christian Coleman Fred Kerley Brandon Carnes Noah Lyles J.T. Smith*                                         | 37"38       | Italia Roberto Rigali Marcell Jacobs Lorenzo Patta Filippo Tortu        | 37"62       | Giamaica Ackeem Blake Oblique Seville Ryiem Forde Rohan Watson           | 37"76       |
| Staffetta 4×400 m (dettagli) | Stati Uniti Quincy Hall Vernon Norwood Justin Robinson Rai Benjamin Trevor Bassitt* Matthew Boling* Christopher Bailey* | 2'57"31     | Francia Ludvy Vaillant Gilles Biron David Sombé Téo Andant Loïc Prévot* | 2'58"45     | Gran Bretagna Alex Haydock-Wilson Charlie Dobson Lewis Davey Rio Mitcham | 2'58"71     |
| record mondiale; record mondiale stagionale; record africano; record asiatico; record europeo; record nord-centroamericano e caraibico; record sudamericano; record oceaniano; record dei campionati; record nazionale; record personale; record personale stagionale. | |             |                                                                         |             |                                                                          |             |

### Donne
| Specialità | Oro | Prestazione | Argento | Prestazione            | Bronzo                                                                              | Prestazione |
| Corse piane | |             | |                        |                                                                                     |             |
| 100 m (dettagli) | Sha'Carri Richardson                                                                                           | 10"65       | Shericka Jackson | 10"72                  | Shelly-Ann Fraser-Pryce                                                             | 10"77       |
| 200 m (dettagli) | Shericka Jackson                                                                                               | 21"41       | Gabrielle Thomas | 21"81                  | Sha'Carri Richardson                                                                | 21"92       |
| 400 m (dettagli) | Marileidy Paulino                                                                                              | 48"76       | Natalia Kaczmarek | 49"57                  | Sada Williams                                                                       | 49"60       |
| 800 m (dettagli) | Mary Moraa | 1'56"02     | Keely Hodgkinson | 1'56"34                | Athing Mu                                                                           | 1'56"61     |
| 1 500 m (dettagli) | Faith Kipyegon                                                                                                 | 3'54"87     | Diribe Welteji | 3'55"69                | Sifan Hassan                                                                        | 3'56"00     |
| 5 000 m (dettagli) | Faith Kipyegon                                                                                                 | 14'53"88    | Sifan Hassan | 14'54"11               | Beatrice Chebet                                                                     | 14'54"33    |
| 10 000 m (dettagli) | Gudaf Tsegay                                                                                                   | 31'27"18    | Letesenbet Gidey | 31'28"16               | Ejgayehu Taye                                                                       | 31'28"31    |
| Corse a ostacoli | |             | |                        |                                                                                     |             |
| 100 hs (dettagli) | Danielle Williams                                                                                              | 12"43       | Jasmine Camacho-Quinn | 12"44                  | Kendra Harrison                                                                     | 12"46       |
| 400 hs (dettagli) | Femke Bol | 51"70       | Shamier Little | 52"80                  | Rushell Clayton                                                                     | 52"81       |
| 3 000 siepi (dettagli) | Winfred Yavi                                                                                                   | 8'54"29     | Beatrice Chepkoech | 8'58"98                | Faith Cherotich                                                                     | 9'00"69     |
| Prove su strada | |             | |                        |                                                                                     |             |
| Maratona (dettagli) | Amane Shankule                                                                                                 | 2h24'23"    | Gotytom Gebreslase | 2h24'34"               | Fatima Ezzahra Gardadi                                                              | 2h25"17     |
| Marcia 20 km (dettagli) | Maria Pérez | 1h26'51"    | Jemima Montag | 1h27'16                | Antonella Palmisano                                                                 | 1h27'26"    |
| Marcia 35 km (dettagli) | Maria Pérez | 2h38'40"    | Kimberly García | 2h40'52"               | Antigónī Ntrismpiōtī                                                                | 2h43'22"    |
| Salti | |             | |                        |                                                                                     |             |
| Salto in alto (dettagli) | Jaroslava Mahučich                                                                                             | 2,01 m =    | Eleanor Patterson | 1,99 m                 | Nicola Olyslagers                                                                   | 1,99 m      |
| Salto con l'asta (dettagli) | Nina Kennedy Katie Moon                                                                                        | 4,90 m =    | Medaglia non assegnata | Medaglia non assegnata | Wilma Murto                                                                         | 4,80 m =    |
| Salto in lungo (dettagli) | Ivana Vuleta                                                                                                   | 7,14 m      | Tara Davis-Woodhall | 6,91 m                 | Alina Rotaru-Kottmann                                                               | 6,88 m      |
| Salto triplo (dettagli) | Yulimar Rojas                                                                                                  | 15,08 m     | Maryna Bech-Romančuk | 15,00 m                | Leyanis Pérez Hernández                                                             | 14,96 m     |
| Lanci | |             | |                        |                                                                                     |             |
| Getto del peso (dettagli) | Chase Ealey | 20,43 m     | Sarah Mitton | 20,08 m                | Gong Lijiao                                                                         | 19,69 m     |
| Lancio del disco (dettagli) | Laulauga Tausaga                                                                                               | 69,49 m     | Valarie Allman | 69,23 m                | Feng Bin                                                                            | 68,20 m     |
| Lancio del martello (dettagli) | Camryn Rogers                                                                                                  | 77,22 m     | Janee' Kassanavoid | 76,36 m                | DeAnna Price                                                                        | 75,41 m     |
| Lancio del giavellotto (dettagli) | Haruka Kitaguchi                                                                                               | 66,73 m     | Flor Ruíz | 65,47 m                | Mackenzie Little                                                                    | 63,38 m     |
| Prove multiple | |             | |                        |                                                                                     |             |
| Eptathlon (dettagli) | Katarina Johnson-Thompson                                                                                      | 6740 p.     | Anna Hall | 6720 p.                | Anouk Vetter                                                                        | 6501 p.     |
| Staffette | |             | |                        |                                                                                     |             |
| Staffetta 4×100 m (dettagli) | Stati Uniti Tamari Davis Twanisha Terry Gabrielle Thomas Sha'Carri Richardson Tamara Clark* Melissa Jefferson* | 41"03       | Giamaica Natasha Morrison Shelly-Ann Fraser-Pryce Sashalee Forbes Shericka Jackson Briana Williams* Elaine Thompson-Herah* | 41"21                  | Gran Bretagna Asha Philip Imani Lansiquot Bianca Williams Daryll Neita Annie Tagoe* | 41"98       |
| Staffetta 4×400 m (dettagli) | Paesi Bassi Eveline Saalberg Lieke Klaver Cathelijn Peeters Femke Bol Lisanne de Witte*                        | 3'20"72     | Giamaica Candice McLeod Janieve Russell Nickisha Pryce Stacey-Ann Williams Charokee Young* Shiann Salmon*                  | 3'20"88                | Gran Bretagna Laviai Nielsen Amber Anning Ama Pipi Nicole Yeargin Yemi Mary John*   | 3'21"04     |
| record mondiale; record mondiale stagionale; record africano; record asiatico; record europeo; record nord-centroamericano e caraibico; record sudamericano; record oceaniano; record dei campionati; record nazionale; record personale; record personale stagionale. | |             | |                        |                                                                                     |             |

### Misti
| Specialità | Oro                                                                    | Prestazione | Argento                                                                        | Prestazione | Bronzo                                                             | Prestazione |
| Staffetta 4×400 m (dettagli) | Stati Uniti Justin Robinson Rosey Effiong Matthew Boling Alexis Holmes | 3'08"80     | Gran Bretagna Lewis Davey Laviai Nielsen Rio Mitcham Yemi Mary John Joe Brier* | 3'11"06     | Rep. Ceca Matěj Krsek Tereza Petržilková Patrik Šorm Lada Vondrová | 3'11"98     |
| record mondiale; record mondiale stagionale; record africano; record asiatico; record europeo; record nord-centroamericano e caraibico; record sudamericano; record oceaniano; record dei campionati; record nazionale; record personale; record personale stagionale. |                                                                        |             |                                                                                |             |                                                                    |             |

## Medagliere per nazioni
Paese ospitante
| Posizione | Paese                     | Oro | Argento | Bronzo | Totale |
| --------- | ------------------------- | --- | ------- | ------ | ------ |
| 1         | Stati Uniti               | 12  | 8       | 9      | 29     |
| 2         | Canada                    | 4   | 2       | 0      | 6      |
| 3         | Spagna                    | 4   | 1       | 0      | 5      |
| 4         | Giamaica                  | 3   | 5       | 4      | 12     |
| 5         | Kenya                     | 3   | 3       | 4      | 10     |
| 6         | Etiopia                   | 2   | 4       | 3      | 9      |
| 7         | Gran Bretagna             | 2   | 3       | 5      | 10     |
| 8         | Paesi Bassi               | 2   | 1       | 2      | 5      |
| 9         | Norvegia                  | 2   | 1       | 1      | 4      |
| 10        | Svezia                    | 2   | 1       | 0      | 3      |
| 11        | Uganda                    | 2   | 0       | 0      | 2      |
| 12        | Australia                 | 1   | 2       | 3      | 6      |
| 13        | Italia                    | 1   | 2       | 1      | 4      |
| 14        | Ucraina                   | 1   | 1       | 0      | 2      |
| 15        | Grecia                    | 1   | 0       | 1      | 2      |
| 15        | Giappone                  | 1   | 0       | 1      | 2      |
| 15        | Marocco                   | 1   | 0       | 1      | 2      |
| 18        | Bahrein                   | 1   | 0       | 0      | 1      |
| 18        | Burkina Faso              | 1   | 0       | 0      | 1      |
| 18        | Rep. Dominicana           | 1   | 0       | 0      | 1      |
| 18        | India                     | 1   | 0       | 0      | 1      |
| 18        | Serbia                    | 1   | 0       | 0      | 1      |
| 18        | Venezuela                 | 1   | 0       | 0      | 1      |
| 24        | Polonia                   | 0   | 2       | 0      | 2      |
| 25        | Cuba                      | 0   | 1       | 2      | 3      |
| 26        | Botswana                  | 0   | 1       | 1      | 2      |
| 27        | Colombia                  | 0   | 1       | 0      | 1      |
| 27        | Ecuador                   | 0   | 1       | 0      | 1      |
| 27        | Filippine                 | 0   | 1       | 0      | 1      |
| 27        | Francia                   | 0   | 1       | 0      | 1      |
| 27        | Isole Vergini Britanniche | 0   | 1       | 0      | 1      |
| 27        | Israele                   | 0   | 1       | 0      | 1      |
| 27        | Pakistan                  | 0   | 1       | 0      | 1      |
| 27        | Perù                      | 0   | 1       | 0      | 1      |
| 27        | Porto Rico                | 0   | 1       | 0      | 1      |
| 27        | Slovenia                  | 0   | 1       | 0      | 1      |
| 37        | Cina                      | 0   | 0       | 2      | 2      |
| 37        | Rep. Ceca                 | 0   | 0       | 2      | 2      |
| 39        | Barbados                  | 0   | 0       | 1      | 1      |
| 39        | Brasile                   | 0   | 0       | 1      | 1      |
| 39        | Finlandia                 | 0   | 0       | 1      | 1      |
| 39        | Grenada                   | 0   | 0       | 1      | 1      |
| 39        | Ungheria                  | 0   | 0       | 1      | 1      |
| 39        | Lituania                  | 0   | 0       | 1      | 1      |
| 39        | Qatar                     | 0   | 0       | 1      | 1      |
| 39        | Romania                   | 0   | 0       | 1      | 1      |
| Totale    | Totale                    | 50  | 48      | 50     | 148    |

## Classifica a squadre
Nel trofeo a squadre ogni atleta tra i primi 8 classificati ottiene punti per la propria nazione, con il primo che ne guadagna otto fino ad arrivare all'ottavo che ne guadagna uno. La nazione con più punti si aggiudica il titolo di campione mondiale a squadre.
| Posizione | Paese                     | Oro | Argento | Bronzo | 4º | 5º | 6º | 7º | 8º | Punti |
| --------- | ------------------------- | --- | ------- | ------ | -- | -- | -- | -- | -- | ----- |
| 1         | Stati Uniti               | 12  | 8       | 9      | 3  | 6  | 4  | 7  | 6  | 277   |
| 2         | Giamaica                  | 3   | 5       | 4      | 5  | 5  | 0  | 4  | 3  | 139   |
| 3         | Kenya                     | 3   | 3       | 4      | 4  | 2  | 2  | 3  | 3  | 112   |
| 4         | Gran Bretagna             | 2   | 3       | 5      | 3  | 3  | 1  | 1  | 3  | 102   |
| 5         | Etiopia                   | 2   | 4       | 3      | 2  | 3  | 3  | 1  | 1  | 96    |
| 6         | Canada                    | 4   | 2       | 0      | 3  | 0  | 2  | 1  | 1  | 70    |
| 7         | Spagna                    | 4   | 1       | 0      | 1  | 1  | 2  | 0  | 1  | 55    |
| 8         | Italia                    | 1   | 2       | 1      | 1  | 1  | 2  | 3  | 2  | 51    |
| 8         | Paesi Bassi               | 2   | 1       | 2      | 1  | 1  | 2  | 0  | 1  | 51    |
| 8         | Australia                 | 1   | 2       | 3      | 1  | 0  | 0  | 2  | 2  | 51    |
| 11        | Giappone                  | 1   | 0       | 1      | 0  | 2  | 3  | 2  | 2  | 37    |
| 12        | Germania                  | 0   | 0       | 0      | 1  | 4  | 2  | 3  | 3  | 36    |
| 13        | Norvegia                  | 2   | 1       | 1      | 0  | 0  | 1  | 1  | 1  | 35    |
| 14        | Cina                      | 0   | 0       | 2      | 1  | 1  | 3  | 1  | 1  | 33    |
| 15        | Polonia                   | 0   | 2       | 0      | 1  | 1  | 2  | 0  | 2  | 31    |
| 16        | Francia                   | 0   | 1       | 0      | 1  | 2  | 2  | 1  | 1  | 29    |
| 17        | Cuba                      | 0   | 1       | 2      | 1  | 0  | 1  | 0  | 0  | 27    |
| 17        | Svezia                    | 2   | 1       | 0      | 0  | 0  | 1  | 0  | 1  | 27    |
| 19        | Uganda                    | 2   | 0       | 0      | 0  | 1  | 0  | 1  | 1  | 23    |
| 19        | Ucraina                   | 1   | 1       | 0      | 0  | 2  | 0  | 0  | 0  | 23    |
| 21        | India                     | 1   | 0       | 0      | 0  | 2  | 1  | 0  | 0  | 19    |
| 22        | Brasile                   | 0   | 0       | 1      | 1  | 1  | 0  | 0  | 3  | 18    |
| 23        | Belgio                    | 0   | 0       | 0      | 0  | 3  | 1  | 1  | 0  | 17    |
| 24        | Botswana                  | 0   | 1       | 1      | 0  | 0  | 1  | 0  | 0  | 16    |
| 25        | Finlandia                 | 0   | 0       | 1      | 0  | 1  | 1  | 1  | 0  | 15    |
| 25        | Perù                      | 0   | 1       | 0      | 1  | 0  | 1  | 0  | 0  | 15    |
| 25        | Slovenia                  | 0   | 1       | 0      | 1  | 0  | 1  | 0  | 0  | 15    |
| 28        | Rep. Ceca                 | 0   | 0       | 2      | 0  | 0  | 0  | 1  | 0  | 14    |
| 28        | Grecia                    | 1   | 0       | 1      | 0  | 0  | 0  | 0  | 0  | 14    |
| 28        | Irlanda                   | 0   | 0       | 0      | 2  | 0  | 1  | 0  | 1  | 14    |
| 28        | Marocco                   | 1   | 0       | 1      | 0  | 0  | 0  | 0  | 0  | 14    |
| 28        | Nuova Zelanda             | 0   | 0       | 0      | 1  | 1  | 1  | 1  | 0  | 14    |
| 33        | Bahrein                   | 1   | 0       | 0      | 1  | 0  | 0  | 0  | 0  | 13    |
| 34        | Ecuador                   | 0   | 1       | 0      | 0  | 0  | 1  | 1  | 0  | 12    |
| 34        | Israele                   | 0   | 1       | 0      | 1  | 0  | 0  | 0  | 0  | 12    |
| 36        | Ungheria                  | 0   | 0       | 1      | 1  | 0  | 0  | 0  | 0  | 11    |
| 37        | Burkina Faso              | 1   | 0       | 0      | 0  | 0  | 0  | 1  | 0  | 10    |
| 37        | Rep. Dominicana           | 1   | 0       | 0      | 0  | 0  | 0  | 1  | 0  | 10    |
| 37        | Estonia                   | 0   | 0       | 0      | 1  | 0  | 1  | 1  | 0  | 10    |
| 37        | Lituania                  | 0   | 0       | 1      | 0  | 0  | 1  | 0  | 1  | 10    |
| 37        | Serbia                    | 1   | 0       | 0      | 0  | 0  | 0  | 1  | 0  | 10    |
| 42        | Saint Lucia               | 0   | 0       | 0      | 1  | 1  | 0  | 0  | 0  | 9     |
| 42        | Venezuela                 | 1   | 0       | 0      | 0  | 0  | 0  | 0  | 1  | 9     |
| 44        | Algeria                   | 0   | 0       | 0      | 0  | 2  | 0  | 0  | 0  | 8     |
| 44        | Bahamas                   | 0   | 0       | 0      | 1  | 0  | 1  | 0  | 0  | 8     |
| 44        | Nigeria                   | 0   | 0       | 0      | 1  | 0  | 1  | 0  | 0  | 8     |
| 44        | Romania                   | 0   | 0       | 1      | 0  | 0  | 0  | 1  | 0  | 8     |
| 44        | Svizzera                  | 0   | 0       | 0      | 0  | 1  | 0  | 2  | 0  | 8     |
| 49        | Colombia                  | 0   | 1       | 0      | 0  | 0  | 0  | 0  | 0  | 7     |
| 49        | Isole Vergini Britanniche | 0   | 1       | 0      | 0  | 0  | 0  | 0  | 0  | 7     |
| 49        | Pakistan                  | 0   | 1       | 0      | 0  | 0  | 0  | 0  | 0  | 7     |
| 49        | Filippine                 | 0   | 1       | 0      | 0  | 0  | 0  | 0  | 0  | 7     |
| 49        | Porto Rico                | 0   | 1       | 0      | 0  | 0  | 0  | 0  | 0  | 7     |
| 54        | Austria                   | 0   | 0       | 0      | 0  | 1  | 0  | 1  | 0  | 6     |
| 54        | Barbados                  | 0   | 0       | 1      | 0  | 0  | 0  | 0  | 0  | 6     |
| 54        | Costa d'Avorio            | 0   | 0       | 0      | 1  | 0  | 0  | 0  | 1  | 6     |
| 54        | Croazia                   | 0   | 0       | 0      | 0  | 1  | 0  | 1  | 0  | 6     |
| 54        | Grenada                   | 0   | 0       | 1      | 0  | 0  | 0  | 0  | 0  | 6     |
| 54        | Portogallo                | 0   | 0       | 0      | 1  | 0  | 0  | 0  | 1  | 6     |
| 54        | Qatar                     | 0   | 0       | 1      | 0  | 0  | 0  | 0  | 0  | 6     |
| 61        | Azerbaigian               | 0   | 0       | 0      | 1  | 0  | 0  | 0  | 0  | 5     |
| 61        | Guatemala                 | 0   | 0       | 0      | 1  | 0  | 0  | 0  | 0  | 5     |
| 61        | Lettonia                  | 0   | 0       | 0      | 1  | 0  | 0  | 0  | 0  | 5     |
| 61        | Lesotho                   | 0   | 0       | 0      | 1  | 0  | 0  | 0  | 0  | 5     |
| 65        | Dominica                  | 0   | 0       | 0      | 0  | 1  | 0  | 0  | 0  | 4     |
| 65        | Messico                   | 0   | 0       | 0      | 0  | 1  | 0  | 0  | 0  | 4     |
| 67        | Corea del Sud             | 0   | 0       | 0      | 0  | 0  | 1  | 0  | 0  | 3     |
| 68        | Burundi                   | 0   | 0       | 0      | 0  | 0  | 0  | 1  | 0  | 2     |
| 68        | Sudafrica                 | 0   | 0       | 0      | 0  | 0  | 0  | 1  | 0  | 2     |
| 70        | Albania                   | 0   | 0       | 0      | 0  | 0  | 0  | 0  | 1  | 1     |
| 70        | Eritrea                   | 0   | 0       | 0      | 0  | 0  | 0  | 0  | 1  | 1     |